# 必殺仕事人 (2018年のテレビドラマ)
『必殺仕事人』（ひっさつしごとにん）は、2018年1月7日21時 - 23時10分に朝日放送・テレビ朝日・松竹共同製作により、テレビ朝日系列で放送されたテレビ時代劇。

## 概要
必殺シリーズのスペシャルドラマで、前作『必殺仕事人2016』の続編。また『必殺仕事人2007』からのシリーズ復活10周年作品である。放送時期が早い段階で確定しなかったことから、タイトルに西暦表記がない。
本作では渡辺小五郎の過去に関わる因縁を取り上げている。そして『必殺仕事人2010』で西方へ去っていた中村主水が江戸の町に帰ってきているという設定で、2010年2月17日に死去した藤田まことの過去出演シーンを使った、主水と小五郎との「新撮共演」シーンが撮られた。
2017年6月13日に死去したこう役の野際陽子が出演する最後の必殺シリーズとなった。撮影は2017年初頭に行われ、ドラマ『やすらぎの郷』の撮影、および闘病との掛け持ちだった。また『必殺仕事人2012』からオープニングナレーションを担当している市原悦子（2019年1月12日死去）も、生前最後の必殺シリーズ担当作品となった（市原のナレーション自体は生前のライブラリー音声扱いとして次作以降も使用）。
必殺シリーズは時事問題を取り上げることも持ち味の一つであり、本作では若者への組織的洗脳、怨みの相手に自ら手を下す私刑、無差別に見知らぬ人間を巻き込む自爆攻撃などが、作中に反映されている。

## あらすじ
江戸の町。仕事人一同は、娘を殺された町人・喜平の依頼で、仕事に取りかかる。リュウが相手を仕留めようとしたとき、頼み人の喜平自身が現れ、相手を殺害する。小五郎は仕事人の掟のもとに喜平を殺害するが、リュウは掟を疎んで、一同のもとから姿を消す。
同日の夜、若者が焙烙玉で自爆し、大勢の人々を巻き添えにする事件が起きる。それは謎の男・壬生の幻楼の企みであり、幻楼と、彼に仕える青年・雀蓮のもと、少年少女たちが焙烙玉作りに勤しんでいる。そして記憶を失っていたリュウは、幻楼の屋敷に住む少女おりんに介抱される。
江戸の町で同様の無差別場自爆事件が多発し、人々を恐怖に陥れる。そして、恵まれない子供たちを世話する女性すずらんと、彼女の塾の子供たちもまた、その事件に遭遇することとなる。

## キャスト

### 仕事人
渡辺小五郎（わたなべ しょうごろう）
演 ‐ 東山紀之（幼少期：松村一輝）
本町奉行所の同心。冒頭で依頼人である喜平に顔を見られたリュウを鉄拳制裁し、喜平を始末するが、その後のリュウの失踪や連続自爆事件との関連に疑問を持つ。今回、彼がある村の庄屋の息子であり、壬生の幻楼に両親を殺されていたことが判明する。事件を起こした連中の元締が両親の仇であることに冷静さを欠き八つ当たりをするほど動揺するが、いつの間にか江戸に戻ってきた中村主水に諭される。本作ラストで幻楼を「仕事」に掛け、両親の仇を討つことに成功する。
経師屋の涼次（きょうじやのりょうじ）
演 ‐ 松岡昌宏
本作ではリュウのことを明確に気にしている描写が多い。冒頭で行方不明になったリュウの行方を案じていたが、両替屋で借金を頼み込んでいる際に幻楼配下の子供たちが店を襲撃し、そこでリュウやおりんと遭遇、逃走する彼らの後を追いリュウが記憶喪失に陥っていることを知る。彼の背に絵の具を付けマーキングして二人を逃がし、後日それを辿って幻楼の屋敷を見付け偶然を装って乗り込むも、連れ戻そうとしたリュウ本人に襲われ逃げることに。
最後の仕事では事前に自身とリュウの墓標を用意した上で、普段の服装と異なる白装束に髑髏を描き、それを着用して屋敷へ出向き、リュウを正気に戻そうとする。幾度か攻撃を受けるも自身は決して反撃せず、数珠を彼の首にかけたことでその記憶を蘇らせることに成功。最後は共にリュウの説得に当たった陣八郎と共に雀蓮を始末する。
本作から髭を生やし髪を切っている。
リュウ
演 ‐ 知念侑李
元修行僧の若い仕事人。本作では以前にも増して仕事を『世のため人のため』に行っているという主義が強調されており、裏稼業はそのために仕方なく行っているという態度を見せ、小五郎の叱責を受ける。冒頭の仕事で的を始末しようとした際、幻楼一味に丸め込まれた頼み人である喜平に顔を見られたばかりか、的を先に始末され動揺する。その後、小五郎に喜平を始末しなかったことでまたしても叱責される。
その帰り道、雀蓮の襲撃を受けて階段で足を滑らせて頭を打ち、記憶喪失に陥り自分の名前すら忘れてしまう。その後、おりんに『リキ』という名を付けられ、幻楼一味に加わり暗器を武器とするようになる。幻楼に命令され、彼の屋敷に来た涼次を殺そうとするも、どこかで幻楼のやり方には疑問を持っている描写もある。おりんとはその後祝言を挙げ夫婦に仕立て上げられるが、これは観桜会に紛れ自爆攻撃するための偽装であり、自爆の直前おりんに逃げようとまで持ち掛けるも、彼女の意思は固く、断られる。その後自爆を失敗し逃走したおりんが雀蓮に殺される現場に居合わせ呆然とする。
最後の仕事では、涼次や陣八郎を殺そうとしながら二人の説得を受ける形になる。それでもなお記憶は戻らなかったが、涼次が投げた数珠が首にかかり、それを契機として記憶を取り戻す。数珠を切りなおも二人の始末を迫る雀蓮を『私はリュウだ！！』と暗器で刺す。涼次や陣八郎が雀蓮を始末すると、最後は自分が怪我させた二人を抱えて共に帰る。
瓦屋の陣八郎（かわらやのじんぱちろう）
演 ‐ 遠藤憲一
元瓦職人で風来坊の仕事人。女郎買いが趣味であり、今回は女郎屋で朝を迎えたところで、幻楼配下の男性の自爆、襲撃事件に巻き込まれる。リュウとは衝突も多かったが彼のことをよく気に掛けてもおり、本作最後の仕事シーンでは涼次と共に彼の説得に当たり、暗器で腹を刺されるなどまさに命がけで彼の記憶を取り戻そうとする。リュウが正気に返ると、涼次と共に幻楼一派・雀蓮を葬った。
花御殿のお菊（はなごてんのおきく）
演 ‐ 和久井映見
常磐津の師匠を生業にしている仕事人チームの元締ともいえる存在。本作では頼み人による仕事への乱入やリュウの失踪・記憶喪失など、目まぐるしく変わる状況に動揺する描写が多い。中村主水とは旧知の仲だが、彼が江戸に戻ってきていたことは知らなかった様子。
中村主水（なかむら もんど）
演 ‐ 藤田まこと
長年にわたり裏稼業の首魁・参謀を務め、法で裁けぬ悪人を闇から裁いてきた耆宿の仕事人。『2010』で西方へ赴任し江戸を去ったのを最後に音沙汰がなかったが、いつの間にか誰にも告げずに江戸へ舞い戻っており（一時的なものか再赴任かは不明）、『2009』で務めていた木挽町の自身番屋で好物の目刺を焼いていた。洞察力と状況判断力は健在で、幻楼への復讐心に仕事人の矜持を失いそうになる小五郎の悩みを見抜き、助言して小五郎の窮地を救う。
小五郎がただの「人殺し」になるのを避けるため、頼み料を払い幻楼一派の殺害を「仕事」にさせる。このため事実上、本作終盤における仕事の「頼み人」となった。本作では小五郎以外と顔を合わせておらず、旧知の仲であるお菊も主水が江戸に戻ってきたことは結局知らないままだった。
主水自身は仕事に参加せず、エンディングにおいて自身番屋を出て、どこかへと去っていった。

### 周囲の人物
増村倫太郎（ますむら りんたろう）
演 - 生瀬勝久
本町奉行所に勤める与力で小五郎の上司。新たに配属された住之江彦左衛門の的確な状況判断力や真面目さを高く評価し、また恐れているようでもあるが、一方で彼の指摘を自分もそう思っていたように語るなどちゃっかりした面も相変わらず。縁日を自爆から救った（実際には演技だった）すずらんに感謝状を手渡し、さらに奉行所の一日与力にまで任命しようとする。
住之江彦左衛門（すみのえ ひこざえもん）
演 ‐ 松尾諭
本作から新たに登場する本町奉行所の同心で小五郎の相棒。妻がいる。本作開始時点で小五郎と組んで3か月になるが、未だに小五郎から名前を正しく覚えられていない。小五郎だけでなく増村やこう、ふくにも名前を憶えられておらず、その度に『自分は住之江です！』と訂正する。非常に実直な性格で冗談が通じないが、それ故に職務に対する態度は非常に真面目であり、増村にも認められている。
若いころは世の中に対する怒りを持て余していたような時期もあり、『若かったら自分も自爆をしていたかもしれない』と小五郎に話す。
渡辺こう
演 - 野際陽子
小五郎の姑。本作では巷の自爆事件が恐ろしくてとても出掛けられない、と食料の買い出しを小五郎に押し付ける。相変わらず後継ぎが生まれないことで小五郎にイヤミも言っている。ラストでは渡辺家を訪れていた住之江の名前を間違って覚えている。
演じた野際が2017年6月13日に死去したため、本作が最後の出演となった。
渡辺ふく
演 - 中越典子
小五郎の妻。途中で小五郎と床を共にする直前の場面もあったが、ラストで懐妊の話題に上ったのは住之江の妻のことで、この時こうと同じく彼の名前を間違えている。

### ゲスト
壬生の幻楼（みぶのげんろう）
演 ‐ 奥田瑛二
親に捨てられた子供や世に見放された子供に焙烙玉を持たせ自爆させたり、大量の武器を町人や子供に持たせ襲撃させるなど、江戸の町でいわゆるテロ行為を行っている張本人。
また、若いころにまだ子供だった小五郎の村を襲っており、彼の両親を殺害した仇でもある。この際床下に隠れていた小五郎に気づくも、後述の理由から見逃していた。
『我らの怒りを恐れよ』『世のため人のため』を合言葉にし、雀蓮やすずらんには「銭で腐りきった江戸の町を破壊し、新たな世界を作る」事を目標にしていると豪語するも、その本性は理想も何も持たない拝金主義者。両替商を襲撃させ、奪わせた金を自分のものにしようとしたり、過去には奪った金を独占する為に共に襲撃に参加していた仲間を殺害するなど、非常に冷淡で金に貪欲なだけの俗物である。
記憶喪失になったリュウやおりんなどの若者たち、さらには自分に心酔するすずらんまでも利用して自分の目的を達しようとしているが、すずらんを裏切った後、これまで奪った金を手に逃げようとしたところを小五郎に追い詰められる。その際、小五郎の正体を知らずに見逃してもらうべく、彼の両親を殺害した時の話を切り出し、その時に隠れていた小五郎を「仏心」から見逃したと語り、「自分のような悪党でさえ仏心を持っている」と嘯く。しかし、話を聞いた小五郎の態度を見て、彼こそがその「仏心」で見逃した子供であった事に気づくも時遅く、一太刀で斬り捨てられた。その後、穴を開けられた船に乗せられて、大量の金、そして自らが利用し切り捨てたすずらんと共に川の中へと沈んでゆくという、皮肉極まる末路を迎えた。
すずらん
演 ‐ 黒木瞳
江戸の町で貧しい子供や親のいない子供に無償で読み書きを教え、食べ物を無償で提供する『すずらん塾』を主宰する女性。これで江戸の評判になったり自爆事件から人々を救って奉行所の表彰を受けるなど非常に高い評価を受けている女性だが、裏ではすずらん塾の生徒を幻楼の元へ送るなど、幻楼を神のように崇めその思想にどっぷり浸かっている。先述の自爆事件から縁日を救ったのも、すずらん塾の生徒から幻楼の考えに近い人間を選別するために雀蓮と図った演技である。彼女曰く雀蓮の地位は自分と幻楼のおかげだと語るが、彼には嫌われている。幻楼にも結局は駒としてしか見られていなかった。
10年前に当時の夫が借金を莫大に抱え彼女とともに無理心中をしようとしたところを幻楼に助けられて以来、彼のために命を差し出す覚悟でいる。その一方で、子供たちを巻き込んでいることや幻楼の真の目的にも心のどこかで疑問をもっていることを雀蓮や小五郎から指摘される場面もある。それでも幻楼を信じ続け、小五郎が幻楼の屋敷に乗り込んだ際には彼を翻弄して足止めを行うも、幻楼が奪った金を船に積んで一人逃げ出そうとするところに出くわし、彼を問い詰める。そして「追っ手を防げ」という幻楼の命令を拒否したことで、刀を突き刺された上で、川に投げ捨てられる。その後、幻楼が小五郎に始末されると、川の中から彼の死体の乗った船に縋り付き、そのまま船や幻楼と共に川の中へと消えていった。
雀蓮（じゃくれん）
演 ‐ 間宮祥太朗
幻楼配下の若い男性で、主に自爆のための焙烙玉を作らせたり、戦闘訓練などを行わせる幻楼の側近ともいえる人物。すずらんとの会話から、彼もまた、元はすずらん塾の生徒の一人であったことがうかがえるが、当人は彼女のことをあまり快く思っていない。また、幻楼に忠実に尽くしているが、彼の本当の目的が金であることにも気づいている。
仕事人たちのことを探っているようで、記憶を失ったリュウを連れて帰り、戦闘員に仕立て上げたり、その後の彼らの動向を幻楼と気にしたりしている。その後自爆に失敗したおりんを殺害する。最終的に記憶を取り戻したリュウに腹部を暗器で刺され、さらに涼次と陣八郎によってトドメを刺される。本来は3人がかりで始末しなければならない程の手練ではないが、始末される前、涼次と陣八郎が命がけでリュウを取り戻そうとしていたため、事の成り行きで上記の仕事内容となった（記憶が戻ったリュウが「1人始末するのに3人がかりとは感心しません」と皮肉を言ったほど）。
おりん
演 ‐ 清原果耶
幻楼配下の若い女性。雀蓮に屋敷へ担ぎ込まれたリュウを介抱し、記憶を失くした彼に自分の親友だった犬の名から「リキ」と名づける。生まれてすぐに親に捨てられ、拾われた先で働かされ、13歳のとき口減らしのために女郎屋に売られたという経歴を持つ。このため世の中に恨みを持っており、幻楼の思想に染まっている。
ただ涼次に逃がしてもらった礼に、彼が幻楼の屋敷でリュウに襲われた際その攻撃を遮り逃走を見逃すなど、受けた恩は返す義理深い性格でもある。
その後リュウと夫婦の契りを幻楼とすずらんの仲介で結び、彼らの命令により自爆攻撃を行おうとするが、居合わせた子供に動揺し、役人にも気付かれて失敗し逃走。辿り着いた葦原に隠れるも雀蓮によって爆殺された。
喜平
演 ‐ 星田英利
本作冒頭に登場する依頼人。娘が借金のカタで飛竜組に売られた挙句に子分の伊助に手篭めにされて殺され、その恨みを晴らすために小五郎達に仕事を依頼した。しかし、雀蓮に幻楼の元へ連れて行かれて「恨みは自分の手で晴らす」ことを刷り込まれたことで心変わりしてしまい、幻楼から貰った大量の武器でリュウの仕事に乱入。「この恨み、この手で晴らすが本懐」と叫んで伊助を始末し、娘の仇討ちには成功するものの、その際にリュウの顔を見てしまったことで小五郎に始末されるという悲劇を迎えた。
半兵衛
演 ‐ ダンディ坂野
飛竜組金庫番。本作冒頭で討ち取られた悪党の一人。陣八郎に始末された。始末される際に、演じる坂野の持ちネタである「ゲッツ!」を披露している。
欣三
演 ‐ 金山一彦
飛竜組若頭。本作冒頭で討ち取られた悪党の一人。涼次に始末された。
飛竜組松太郎
演 ‐ 鶴田忍
飛竜組親分。本作冒頭で討ち取られた悪党の一人。小五郎に始末された。
伊助
演 ‐ 瀧川英次
飛竜組の子分。売られた喜平の娘を手籠めにして殺害した実行犯。別の売られた娘を手籠めにしていた途中にリュウに始末されるはずだったが、幻楼に唆された喜平に始末された。
越前屋
演 ‐ HIRO
江戸の両替商。涼次に借金をせがまれているところへ幻楼一派の若者たちの襲撃を受け、金を根こそぎ盗られてしまった。
幻楼一派から脱走した生徒
演 ‐ 前田旺志郎
縁日で遭った自爆未遂について、塾ですずらんから生徒たちへの問い掛けがあった際、犯人の事情を察して理解を示す返答をし、同様の発言をした2人の生徒と共に幻楼の元へ連れられて行った少年。雀蓮の下で日々の訓練には熱心だったが、両替商の襲撃の際、恐ろしくなってどさくさに紛れ幻楼一派を抜けて親元へ帰り、父親に嫌々引っ張って来られた奉行所で彼らの悪行をぶちまけた。
陣八郎が居た女郎屋に乱入した自爆テロ犯
演 ‐ 三好大貴、竹下健人
小五郎の父親
演 ‐ 大石昭弘

## 殺し技
渡辺小五郎
大刀で悪人を刺す、斬る。BGMは冒頭の仕事では「裁きの刻」、終盤での幻楼との殺陣では「仕事人から一言～中村主水のテーマ～」に乗せて仕事を遂行する。すずらんと対峙するシーンは「お歌と剣之介」を使用。
経師屋の涼次
悪人の背後に回り、仕込み筆から抜き出した長い錐を相手の肩口から深く突き刺して、心臓まで到達させ、血を体内に噴出させる。BGMは冒頭の仕事では「闇夜に仕掛ける」を、リュウとの殺陣では前半は「必殺仕置人」の「仕置のテーマ」、陣八郎の加わる後半は「嘆きの詩」、リュウ、陣八郎との共闘で雀蓮を始末するシーンでは「仕掛けて仕損じなし」を用いた。
リュウ
冒頭では、懐剣で悪人の急所を突き刺すそれまでと同じ技を使用しようとしていた。涼次や陣八郎との戦いや雀蓮を始末する際には幻楼から支給された暗器を用いて、悪人を突き刺す。BGMは冒頭の仕事は「決意」を、涼次との殺陣以降では涼次と同様。
瓦屋の陣八郎
表稼業で使用するたがねをメリケンサックの様に用いて、瓦割りの要領で、悪人の額を線を描くようになぞってから、その中心を突くことで頭蓋骨を砕く。突いた時に頭蓋骨の割れる様も前作からCG合成で映されるようになっている。今作では涼次と共に仕事をこなす場合が多く、BGMは冒頭は涼次から続く形で「闇夜に仕掛ける」、リュウとの戦い以降でも涼次と同様なため、「いざ行かん」は使用されていない。

## スタッフ
- 脚本 - 寺田敏雄
- 監督 - 石原興
- 音楽 - 平尾昌晃
- 殺陣 - 菅原俊夫
- 藤田まこと出演協力 - 藤田まこと企画[注 7]
- ゼネラルプロデューサー - 内山聖子（テレビ朝日）
- 協力プロデューサー - 森山浩一（朝日放送）
- チーフプロデューサー - 飯田新（朝日放送）、武田功（松竹）
- プロデューサー - 秋山貴人（テレビ朝日）、渡邊竜（松竹）、山田尚史（松竹）
- 制作 - 朝日放送[注 1]、テレビ朝日、松竹